# Laion

El territorio comunal.

Laion (alemán Lajen) es un municipio italiano de 2.262 habitantes de la Provincia Autónoma de Bolzano.
Se encuentra sobre un altiplano sobre los 1.100 m, con una estupenda vista sobre los Dolomitas y sobre los Alpes.
El topónimo aparece entre 985 y 993 como Legian y deriva del nombre de persona latina Laius o Lagius, con el sufijo -anum y con el significado de "terreno de Laio".

## Geografía y demografía
EL pueblo de Laion se encuentra a 1.100 m de altitud. El punto más bajo es Novale di Sotto, a 470 m. El más alto, Raschötz a 2.270 m.

A 31 de diciembre de 2004 Laion contaba con 866 habitantes, Novale 711, San Pietro 318, Albions 267, Ceves 123, Tanurza 70 y Fraina 46.

## Evolución demográfica
| Gráfica de evolución demográfica de Laion entre 1861 y 2001 |
|                                                             |
| Fuente ISTAT - elaboración gráfica de Wikipedia             |